# Calliteara flavobrunnea
Calliteara flavobrunnea este o molie din familia Erebidae. A fost descrisă de Robinson în 1969. Se găsește în Fiji.

## Legături externe
- en Baza de date a genului Lepidoptera la Muzeul de istorie naturală